# Эд-Диръия
Эд-Диръи́я (араб. الدرعية‎, DIN: ad-Dirʿiyya) — город в Саудовской Аравии, западный пригород Эр-Рияда. Центр одноимённой мухафазы в провинции Эр-Рияд. Население по данным на 2004 год — 33 213 человека. Известен тем, что из него происходят Саудиты — правящая династия Саудовской Аравии. С 1744 по 1818 год Эд-Диръия был столицей Первого Саудовского государства.
31 июля 2010 года центральный район Эд-Диръии — Эт-Турайф (араб. الطريف‎) — был включён ЮНЕСКО в список Всемирного наследия.

## Расположение
Расположен на высоте 677 м над уровнем моря.
Старый город Эд-Диръия находится в основном в руинированном состоянии и расположен над узкой долиной Вади-Ханифа, продолжающейся на юг к Эр-Рияду и за него. Руины разделены на три района — Гусайба, Эль-Мулайбид и Эт-Турайф, — и состоят из глиняных построек. Эт-Турайф находится выше двух других районов. Новый (современный) город расположен на том же склоне, что и Эт-Турайф, но ниже последнего. Сады и пальмовые плантации расположены в Вади-Ханифа к северу от города.

## История
Первые сведения об Эд-Диръии относятся к XV веку. Согласно хроникам Неджда, город был основан в 1446 или 1447 году Мани аль-Мурайди, предком нынешних Саудитов. Мани и его клан мурда (араб. المردة‎) пришли из Эль-Катифа, оазиса на востоке Аравийского полуострова, по приглашению Ибн Дир‘а, правителя области, находившейся на месте современного Эр-Рияда. Возможно, Ибн Дир‘ был родственником Мани аль-Мурайди, и переселение на самом деле было возвращением на историческую родину.
Изначально мурда поселились в Гусайба и Эль-Мулайбид, но всё поселение получило название Эд-Диръия, по имени Ибн Дир‘а. Эт-Турайф был заселён позднее. Множество семей из окрестных селений со временем переселились в Эд-Диръию, и к XVIII веку последняя стала одним из наиболее значительных городов Неджда.
В XVIII веке клановая борьба внутри клана мукрин (араб. آل مقرن‎), потомков Мани, правящего клана в Эд-Диръии, завершилась победой Мухаммада ибн Сауда, который считается основателем династии Саудитов. Мухаммад ибн-Сауд стал эмиром (правителем) Эд-Диръии. В 1744 году он взял под защиту богослова Мухаммада ибн Абд аль-Ваххаба, изгнанного из города Уяйна, примерно в 30 км выше по долине. Ибн Сауд принял религиозное учение Абд аль-Ваххаба, и этот момент считается основанием первого Саудовского государства, столицей которого стала Эд-Диръия. В течение последующих десятилетий ибн-Сауд и его потомки сумели подчинить весь Неджд, запад и восток Аравийского полуострова, и даже посылали военные экспедиции в современный Ирак. Эд-Диръия быстро росла и стала крупнейшим городом Неджда и одним из крупнейших в Аравии.

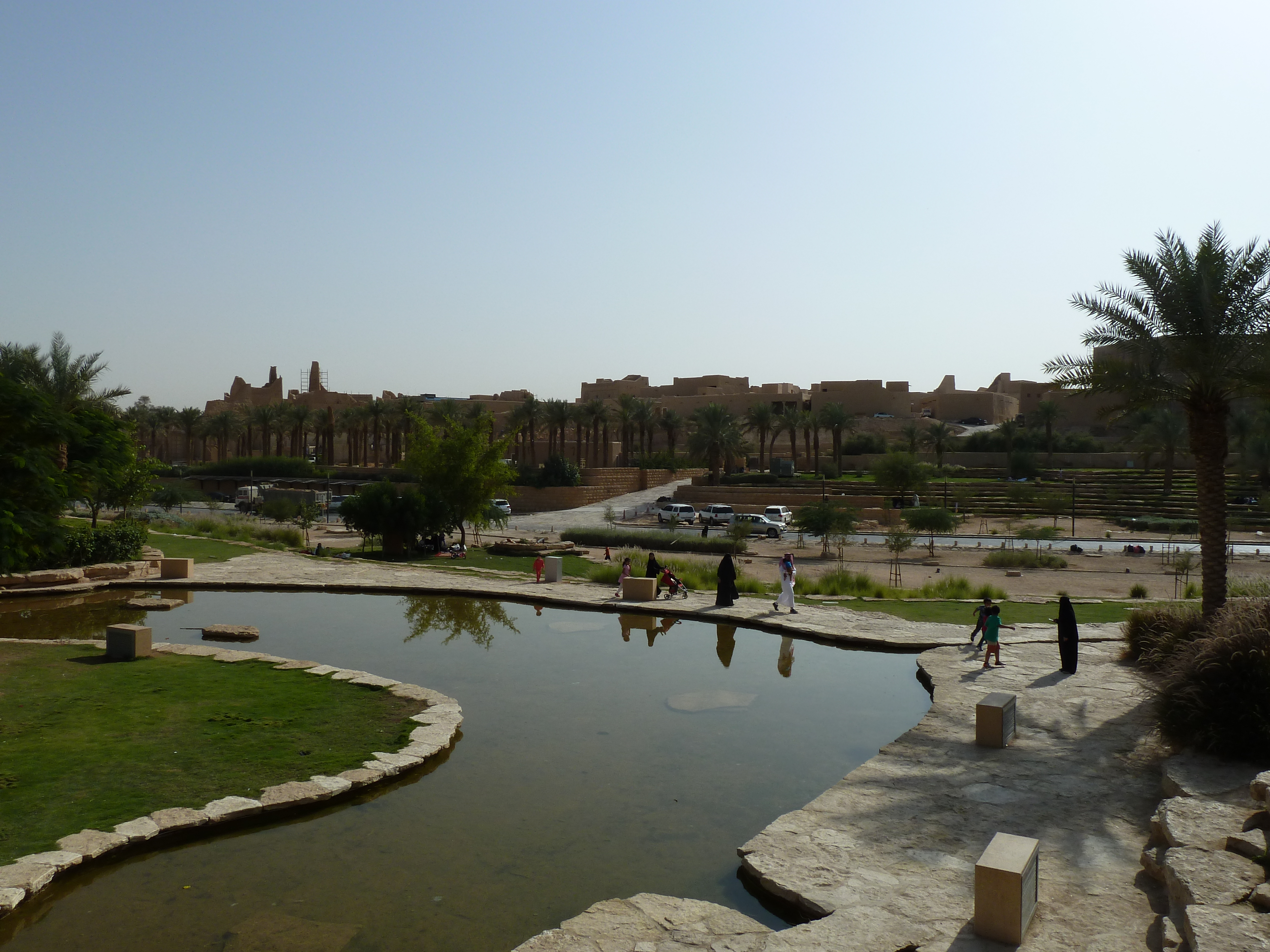
Вид на историческую Эд-Диръию (Эт-Турайф)

В дальнейшем, однако, тот факт, что Саудиты взяли под контроль священные города ислама Мекку и Медину, вызвал неудовольство Османской империи, что привело к вторжению турецко-египетской армии на Аравийский полуостров и Османо-саудовской войне 1811—1818 годов. Война закончилась поражением Первого Саудовского государства, которое прекратило своё существование, а Аравийский полуостров перешёл под контроль Османской империи. Эд-Диръия капитулировала в 1818 году после почти годовой осады, а командовавший египетской армией Ибрагим-паша приказал разрушить город. В дальнейшем, после первой попытки восстановления ваххабитского государства, он приказал окончательно разрушить и сжечь Эд-Диръию. При последующем восстановлении государства Саудиты сделали своей столицей уже не Эд-Диръию, а находившийся южнее Эр-Рияд.
В 1818 году, после разрушения города, население полностью покинуло Эд-Диръию. Прилегающая территория была вновь заселена уже в XX веке, в основном бедуинами, а в 1970 году основан новый город Эд-Диръия. Впоследствии новый город медленно вырос и стал административным центром. Реставрация руин старой Эд-Диръии проводится при поддержке правительства Саудовской Аравии.

## Восстановление
Часть структур старого города Эд-Диръии полностью либо частично восстановлены. Среди них Каср-Наср (бани и гостевой дом), дворец Саада ибн Сауда (восстановление закончено в 1990-е годы), башня Бурдж-Файсал (восстановлена в 1980-е годы), существенная часть крепостной стены Эт-Турайфа, а также части внешних стен и башен. Существует план развития исторического района Эт-Турайф, согласно которому последний должен быть полностью восстановлен и превращён в музей под открытым небом. Планируется создание четырёх музеев.